# Todd Paul
Pour les articles homonymes, voir Paul.
Todd Paul (né le 25 décembre 1983 à Aylmer, Québec au Canada) est un joueur professionnel canadien de hockey sur glace.

## Carrière de joueur
Il a commencé sa carrière professionnelle en 2004 en se joignant à un club de la Southern Professional Hockey League, soit les Ice Bears de Knoxville. Il amené en cours de saison à se joindre aux Oilers de Tulsa avec lesquels il passe 2 saisons. Il évolue depuis dans la Ligue centrale de hockey.

## Statistiques
| Saison    | Équipe                        | Ligue |    | Saison régulière | Saison régulière | Saison régulière | Saison régulière | Saison régulière |   | Séries éliminatoires | Séries éliminatoires | Séries éliminatoires | Séries éliminatoires | Séries éliminatoires |
| Saison    | Équipe                        | Ligue | PJ | B                | A                | Pts              | Pun              | PJ               | B | A                    | Pts                  | Pun                  |                      |                      |
| 2002-2003 | Voltigeurs de Drummondville   | LHJMQ | 69 | 6                | 7                | 13               | 71               | -                | - | -                    | -                    | -                    |                      |                      |
| 2003-2004 | Storm de Grande Prairie       | AJHL  | 53 | 7                | 20               | 27               | 64               | -                | - | -                    | -                    | -                    |                      |                      |
| 2004-2005 | Ice Bears de Knoxville        | SPHL  | 17 | 3                | 14               | 17               | 10               | -                | - | -                    | -                    | -                    |                      |                      |
| 2004-2005 | Oilers de Tulsa               | LCH   | 37 | 6                | 16               | 22               | 6                | 5                | 0 | 2                    | 2                    | 5                    |                      |                      |
| 2005-2006 | Oilers de Tulsa               | LCH   | 40 | 4                | 17               | 21               | 47               | -                | - | -                    | -                    | -                    |                      |                      |
| 2005-2006 | Rayz de Corpus Christi        | LCH   | 17 | 1                | 2                | 3                | 2                | -                | - | -                    | -                    | -                    |                      |                      |
| 2006-2007 | Rayz de Corpus Christi        | LCH   | 64 | 12               | 22               | 34               | 43               | 12               | 2 | 6                    | 8                    | 6                    |                      |                      |
| 2007-2008 | Thunder de Wichita            | LCH   | 59 | 6                | 18               | 24               | 52               | -                | - | -                    | -                    | -                    |                      |                      |
| 2008-2009 | Mudbugs de Bossier-Shreveport | LCH   | 45 | 3                | 10               | 13               | 45               | 7                | 0 | 1                    | 1                    | 4                    |                      |                      |
| 2009-2010 | Lois Jeans de Pont-Rouge      | LNAH  | 18 | 1                | 10               | 11               | 0                | -                | - | -                    | -                    | -                    |                      |                      |
| 2009-2010 | Brahmas du Texas              | LCH   | 11 | 0                | 2                | 2                | 2                | -                | - | -                    | -                    | -                    |                      |                      |
| 2009-2010 | Mavericks du Missouri         | LCH   | 21 | 2                | 4                | 6                | 6                | 6                | 0 | 0                    | 0                    | 2                    |                      |                      |